# Рисовий пояс

Рисовий пояс

Мапа вирощування рису у США (2010 рік)

Рисовий пояс (англ. Rice Belt) — сільськогосподарський регіон США, в якому традиційно вирощується значний відсоток урожаю рису країни. Даний регіон включає штати Арканзас, Техас, Міссісіпі і Луїзіану. Лідером по збору рису в США є Арканзас, також значні врожаї збирають у Каліфорнії і Міссурі, які географічно не входять у рисовий пояс.